# Elise Lasser
Elise Lasser (14 april 2000) is een Belgische atlete, die gespecialiseerd is in de sprint. Ze werd eenmaal Belgisch kampioene.

## Loopbaan
Lasser nam in 2016 op de 400 m deel aan de Europese kampioenschappen U18 in Tbilisi. Ze werd vierde in de finale. In 2017 werd ze in een persoonlijk record voor het eerst Belgisch kampioene op die afstand. Later dat jaar nam ze deel aan de Europese kampioenschappen U20 in Grosseto. Ze kon zich plaatsen voor de halve finales, maar blesseerde zich daarbij en was lange tijd out. Op aanraden van haar nieuwe trainer Jacques Borlée ging ze het jaar nadien in Kentucky geneeskunde studeren. Dit werd geen succes en ze keerde terug naar België.
Lasser was aangesloten bij VITA Atletiekclub en stapte over naar Olympic Essenbeek Halle (OEH).

## Belgische kampioenschappen
Outdoor
| Onderdeel | Jaar |
| --------- | ---- |
| 400 m     | 2017 |

## Persoonlijke records
Outdoor
| Onderdeel | Prestatie | Wind     | Datum           | Plaats  |
| --------- | --------- | -------- | --------------- | ------- |
| 200 m     | 24,30 s   | -0,4 m/s | 8 augustus 2020 | Brussel |
| 400 m     | 53,24 s   |          | 2 juli 2017     | Brussel |

Indoor
| Onderdeel | Prestatie | Datum            | Plaats |
| --------- | --------- | ---------------- | ------ |
| 200 m     | 24,30 s   | 29 januari 2017  | Gent   |
| 400 m     | 54,57 s   | 18 februari 2017 | Gent   |

## Palmares

### 400 m
- 2016: 4e EK U18 te Tbilisi – 55,35 s
- 2017:  BK AC – 53,24 s
- 2017: DNS in ½ fin. EK U20 in Grosseto (55,23 s in reeks)
- 2019:  BK AC – 54,17 s
- 2020:  BK AC – 54,30 s